# Steve Rouiller
Steve Rouiller (Monthey, 10 luglio 1991) è un calciatore svizzero, difensore del Servette.

## Caratteristiche tecniche
È un difensore centrale che ha giocato come attaccante fino ai 20 anni.

## Carriera
Cresciuto nelle giovanili del Sion, ha esordito il 25 ottobre 2014 in occasione del match pareggiato 1-1 contro il Basilea. Il 13 giugno 2018 firma un contratto di due stagioni più un'altra in opzione con il Servette. Il 21 luglio 2018, fa il suo esordio in campionato con la squadra ginevrina, giocando da titolare contro l'Aarau al Brugglifeld. Il 1º marzo, sempre nello stadio della squadra argoviese, firma la sua prima rete per il Servette.

## Palmarès

### Club

#### Competizioni nazionali
- Coppa Svizzera: 1

Servette: 2023-2024
- Challenge League: 1

Servette: 2018-2019